# 極北ラプソディ
『極北ラプソディ』（きょくほくラプソディ）は、2011年12月7日に朝日新聞出版から刊行された海堂尊の長編小説。

## 概要
朝日新聞出版から刊行された『極北クレイマー』のその後を描いた続編。著者は今作をもって「極北篇」と称した極北市で展開される物語は終幕だと明言している。2011年2月から11月にかけて『週刊朝日』で連載され、同年12月に単行本化。
物語は東城医大出身の世良雅志、速水晃一そして終盤に登場する神威島の医師・久世敦夫を中核に展開、主人公の今中の視点から極北市民病院の再建に向ける動き、ドクターヘリを用いた救急医療現場の最前線、ドクタージェット構想が起点となって登場人物の物語が収束する様が描かれている。また劇中で『アリアドネの弾丸』『ナニワ・モンスター』で語られる事柄とリンクする場面も登場する。

## ストーリー
極北市が財政再建団体に指定された中、今中良夫が赴任する極北市民病院では、赤字を立て直すため病院再建請負人・世良雅志が同院長に就任する。就任当初から世良は人員削減、薬剤費抑制、救急患者の受け入れ拒否の姿勢を打ち出し、メディアや市役所を相手取りながら改革断行に乗り出していく。だが、あまりに合理的に物事を進める世良の姿勢に、今中は疑念を拭いきれずにいた。そして極北市民病院が診察拒否した患者が死亡する事件で世論の非難に晒される中、今中は世良の指示によりドクターヘリが配備されている雪見市・極北救命救急センターへの出向、ドクターヘリによる救急の最前線を経験していく。
今中が極北市民病院に戻ってしばらく経った頃、雪見市のスキー会場で表層雪崩が発生、やがてそれはドクターヘリの存続が危ぶまれる事態に発展していく。一方、今中と世良は雪見市の政策の一環でもあるドクタージェット・トライアルのため、オホーツク海にある孤島・神威島にやってくる。自らの原点となったその島で、世良はこれまで自分が歩んだ道のりを見つめ直していく。

## 登場人物

### 極北市民病院
今中 良夫
極北市民病院副院長。極北大学医学部第一外科出身だったが、左遷のため非常勤の立場から様々な役職に就く。極北市が財政再建団体に指定された混乱の中で、最終的には病院に留まる道を選んだ。救急患者を自分から救えない現状に悩む中で、世良の思惑に翻弄される。
世良 雅志
極北市民病院院長・病院再建請負人。理路整然とした性格で、論理的な意見で救急患者を受け入れない方針を掲げることから周囲に敵も多い。東京と極北市を中心とした講演やメディア出演を中心として活動しており、陰で「テレビ先生」と呼ばれている。また「医療界のスカラムーシュ」と呼ばれる医師・彦根と面識があり、彼からの依頼で極北市監察医務院潰しに取り掛かっている。外科の名門・東城医大佐伯外科の外科医だったが、過去の出来事からその地位を捨てた。病院再建請負人としての活動では一つの場所に長くは留まらず、世良が去った後にはおびただしい程の悪評が流れている。
角田 サキ子
元外科病棟看護師長。世良の赴任後は部下の佐竹景子と共に院内で稼働していなかった訪問看護業を担当するようになった。甲高く響く声から、今中から密かに超音波怪獣と揶揄されている。世良の事を何かと持ち上げる。
蟹江
極北市民病院の事務員。

### 極北救命救急センター
速水 晃一
極北救命救急センター副センター長。東城医大で救命救急センターを率いていたが、そこで起こした問題により赴任してきた。自身の傲岸な性格やたった一回の搭乗以降全くドクターヘリに乗り込まないことから、周囲と軋轢を生んでいる。東城医大配属時の「ジェネラル・ルージュ（血まみれ将軍）」の異名から、周りには単に「将軍」と呼ばれている。自身が病棟責任者となると患者が押し寄せて本人は水を得た魚となるが他のスタッフは忙殺されることから、その日は「将軍の日」と称される。
花房 美和
極北救命救急センター看護師長。彼女も東城医大で看護師長を務めていたが、速水に付き添い現職場に赴任し、極北救命救急センターでも速水をサポートする。かつて世良と交際していたことがある。
桃倉 義治
センター長。年齢は60過ぎで、白衣の下に作務衣を着た坊主の男性。一度も北海道から出たことが無いという地元の名士で「極北の土竜」と呼ばれている。ざっくばらんとしているが、スタッフや患者に声を掛けたり金回りに気を遣ったりと細かい所に目が行き届く。高校生の息子はプロスキーヤーを目指している。
伊達 伸也
極北救命救急センターフライトドクター。口が悪く、物言いは辛辣。炭坑夫だった父親が久世に救われた過去から、救急に携わることにこだわり、救急の前に脳外科の経験を積んでいる。世良の方針には一定の理解を示している。
五條 郁美
極北救命救急センター救命救急部初動班フライトナース。負けん気が強く、さばさばとした性格。酒癖は悪い。ある講演会で世良に救急患者を受け入れるように意見するが、逆に世良に論破され悔し涙を流す。
大月
極東航空から派遣されているドクターヘリパイロット。声は渋く、佇まいは物静か。フライトに備え、酒の席では烏龍茶を飲んでいることが多いが、酒に滅法強く、五條に勝ったらデートをする条件の飲み比べに挑まれている。時折文庫本を読んでいる。かつて嵐の中で山岳遭難者を救助した伝説を持つ。
越川
ドクターヘリと管制塔の連絡係及びドクターヘリの運航管理を業務とするCS（コミュニケーション・スペシャリスト）。あくまでもフライトドクターとフライトナースらの安全を第一に優先する信念を持ち、たとえ患者の命の危機に瀕する事態であっても、無謀なフライトを決行しようとはせず、速水と真っ向から対立する。かつては大月と同期のパイロットだったが、浪速大震災の際にルール違反とされながら防災ヘリで負傷者を搬送したことで、業界からバッシングを受けた末にパイロットを辞したという経緯がある。
戸田
ドクターヘリ整備士。

### 極北市周辺の関係者
田所 豊作
極北市民病院の古参患者。今までの診療費未払いを理由にこれまでのカルテを破棄され診察を受けられず、その後死亡する。
加藤 寅雄
極北市役所市民安全課課長。トナカイみたいに赤い鼻が特徴。前作での短慮な行動によって、極北市民病院の産婦人科を事実上消滅させた張本人でもある。
益村 秀人
極北市市長。青年会議所から出馬し当選したが、経験の無さや市役所に残った人材に恵まれないことから、市政運営に難航している。医師会の要請を受けて、世良に夜間二次救急救急の対応を打診する。
島田
極北市役所の顧問弁護士。「極北の不沈艦」の異名を持つものの、三枝久広の逮捕には判断を誤ったという評判が流れている。
木村
極北警察署署長。元警察庁キャリア。極北市民病院の産婦人科医師・三枝久広の逮捕により警察庁に戻る予定だったが、社会的反発が強いため立ち消えとなった。
本田
極北市消防署署長。消防が防災ヘリが配備されていることへの縄張り意識から、極北市にドクターヘリ要請はこない。
西野 昌孝
医療機器開発会社・ヒプノス社のエンジニア。5年前に世良が医療機器のプレゼンターをしていた時に知り合い、田所の死亡事案に関する会見をする世良を手伝う。現在、コールドスリープのプロジェクトに携わっている。
大村
「極北タイムス」女性記者。取材のため定期的に極北市民病院を訪ねている。
垂井
朝売新聞男性記者、記者クラブ担当代表幹事。田所が死亡した事案について世良を追及する。
水沢
極北大学医学部第一外科教授。学術肌で論文を重視するが、研究には無縁の極北救命救急センターに人材派遣をしており、速水には何かしらの価値を見出している模様。
仲根 貴子
雪見市市長。自分の考えを曲げない意思と何か行動する際に都合のいい方向に物事が運んでしまう強運を持つ。来年の統一地方選挙に向けてのアピールもあり、ドクタージェット構想を企画している。

### 神威島
久世 敦夫
神威島の診療所を30年間一人で営む初老の医師。島民からは神威島の神様と呼ばれる。ここぞという時の決断力があり、相手の頭ごなしに否定せずに許容する心の広さを持つ。かつて世良と働いていた時期があり、医師を辞め絶望していた世良にとっては恩師にあたる存在。30年前に北森炭鉱で落盤事故が起きた際に、閉じ込められた5人の炭坑夫の内の重傷者2名を救い出した過去があり、その中に伊達の父親もいた。
後藤 継夫
神威島の診療所で働く医師。元極北市民病院研修医だったが、極北市が財政再建団体に指定された時期に看護師の並木梢と共に病院を辞職する。前作での気怠い性格とは一転して洗練されて頼り甲斐のある医師となり、趣味だった株も止めている。現在梢と結婚し、梢は彼の子供を宿している。
竹之内
神威村役場の男性。久世の意思を理解し、診療所に最新のCTやMRIが導入されるように役場に働き掛けた。

## 書籍情報
- 単行本：『極北ラプソディ』、2011年12月7日発売[1]、朝日新聞出版、ISBN 978-4-02-250920-8
- 文庫本（上）：2013年10月8日発売[5]、朝日文庫、ISBN 978-4-02-264719-1
- 文庫本：『極北ラプソディ2009』、2019年3月15日発売[6]、講談社文庫、ISBN 978-4-06-514428-2

## テレビドラマ
2013年3月19日・20日にNHK総合で瑛太主演のテレビドラマとして全2回に渡り放送された。放送時間は22:00 - 23:13（JST）。
瑛太のNHKドラマの出演は2008年の『篤姫』以来となり、NHKドラマ主演は本作が初となる。また制作統括の佐野元彦は『篤姫』でも制作統括を担当しており、「理想と現実の間に揺れながら前へ進んでいく主人公は瑛太さん以外に考えられなかった」と起用理由を語っている。ちなみに並木梢を演じた加藤あいはフジテレビのジェネラル・ルージュの凱旋にも出演している。
撮影は2012年9月16日にクランクイン、松坂慶子の東京でのシーン以外は札幌・小樽・倶知安・ 手稲・ニセコなどの北海道各所でロケが敢行され、2013年1月中旬にクランクアップを迎えた。

### 出演
- 今中 良夫 - 瑛太
- 並木 梢 - 加藤あい
- 世良 雅志 - 小林薫
- 速水 晃一 - 山口祐一郎
- 今中 万里子 - 松坂慶子
- 田所 豊作 - 徳井優
- 神名 るみ子 - 曽川留三子
- 飯島 ミヨ - りりィ
- 伊達 伸也 - 三宅弘城
- 並木 彰吾 - 高橋昌也

### スタッフ
- 原作 - 海堂尊『極北クレイマー』『極北ラプソディ』
- 脚本 - 宮村優子
- 音楽 - 吉俣良
- 演出 - 西谷真一（NHKエンタープライズ）
- 制作統括 - 佐野元彦（NHKエンタープライズ）、谷口卓敬（NHKドラマ番組部）